# Цахури
Цаху́ри (самоназва — йихби́) — нахсько-дагестанський (лезгинська група) народ, що проживає на півдні Дагестана і північному сході Азербайджана (переважаючи кількісно в останньому), а також в Україні. 
Походження етноніму цахурів традиційно пов'язують з назвою поселення Цахур у Дагестані.

## Розселення і чисельність

Прапор цахурів

Згідно з даними перепису населення в Росії у 2002 році проживало 10,4 тис. цахурів, з них в Дагестані — 8,2 тисяч осіб; перепис 2010 року зафіксував уже понад 12,7 тис. осіб, які вказали своєю національність «цахур». В Дагестані цахури населяють високогірну зону Рутульського району у верхів'ї річки Самур. Чимало старих поселень в теперішній час закинуті, а їхні мешканці переселилися на територію Азербайджана.
В Азербайджані цахури живуть на південних схилах Головного Кавказького хребта і передгір'ї Кавказу в Закатальському, Білоканському і Кахському районах країни. В Азербайджані нині проживає 13 ~ 16 тисяч цахурів.
Після розпаду СРСР в Україні за даними перепису населення 2001 року виявилось, що в країні проживало 83  цахури, з числа яких 16 (бл. 1/5) вказали рідною мовою цахурську, стільки ж українську, тоді як російську такою назвали 31 особа, решта — інші мови..
Таким чином, загальна чисельність цахурів у світі становить понад 25 тисяч осіб.

## Мова і релігія
Цахури розмовляють цахурською мовою лезгинської групи нахсько-дагестанських мов. Мова поділяється на цахський і гельмецький діалекти. Більшість цахурів володіє також лезгинською, азербайджанською або російською мовами. 
За віросповіданням цахури традиційно мусульмани-суніти.

## Етнічна історія
Цахури — давнє населення Східного Кавказу. Вперше згадуються (як цахайки) у вірменських і грузинських джерелах VII століття. У VII — VIII ст.ст. на землі цахурів проникли араби.
Спочатку цахури проживали в межах сучасного Дагестану, надалі просунулись на північ сучасного Азербайджану.
Імовірно, з XV століття а території цахурів існував султанат (з осередком у Цахурі, з XVII ст. в поселенні Єліса).
У XIX столітті цахурські етнічні території ввійшли до складу Російської імперії.

## Господарство
Основне традиційне заняття цахурів — скотарство (головним чином, вівчарство).
Дагестанські цахури на зиму відганяли худобу на південні схили Головного Кавказького хребта (Азербайджан), де також були поселення цахурів. Район Закаал правив для цахурів зерновою базою, оскільки власного хліба вистачало лише на 2—3 місяці.
Ремесла — килимарство, чинбарство та інша обробка шкур, виробництво металічного посуду, золотарство.
У дагестанських цахурів було розповсюджене відхідництво: каменяри, теслі вирушали на заробітки до Азербайджану і Грузії. 

## Матеріальна і духовна культура

Цахурське гірське поселення

Поселення цахурів — кучові або видовжені, розташовані терасами. 
Будинки — двокамерні кам'яниці з пласким дахом. 
Одна кімната використовувалася лише влітку, зимові покої були заглиблені в землю (зазвичай підлога була нижчою за долівку на 1,5—2 м). Усередині кімнати виривали яму до 1 м завглибшки, у який влаштовували вогнище.
У теперішній час виникли сучасні квартали, з'явилися багатокімнатні двоповерхові будинки з верандами. 
Традиційний одяг — загальнодагестанського і загальнокавказького типів; жіноче вбрання — близьке до азербайджанського: приталена кофтина, широка складчаста спідниця і фартух. Головні убори — чухта і шапочка-чепець. 
Традиційна духовна культура (фольклор, народна музика, танці) зазанали впливу з боку азербайджанців. Сформувалися професійна культура, кадри національної інтелігенції.

## Виноски
1. ↑  Результати перепису населення Російської Федерації 2010 року (національний склад) [Архівовано 4 грудня 2013 у Wayback Machine.] (рос.)
2. ↑  Всеукраїнський перепис населення 2001 року / Національний склад населення, громадянство / Розподіл населення за національністю та рідною мовою[недоступне посилання](укр.)[недоступне посилання з липня 2019]